# 367P/Catalina
367P/Catalina, komet Enckeove vrste. 